# Benzingerode

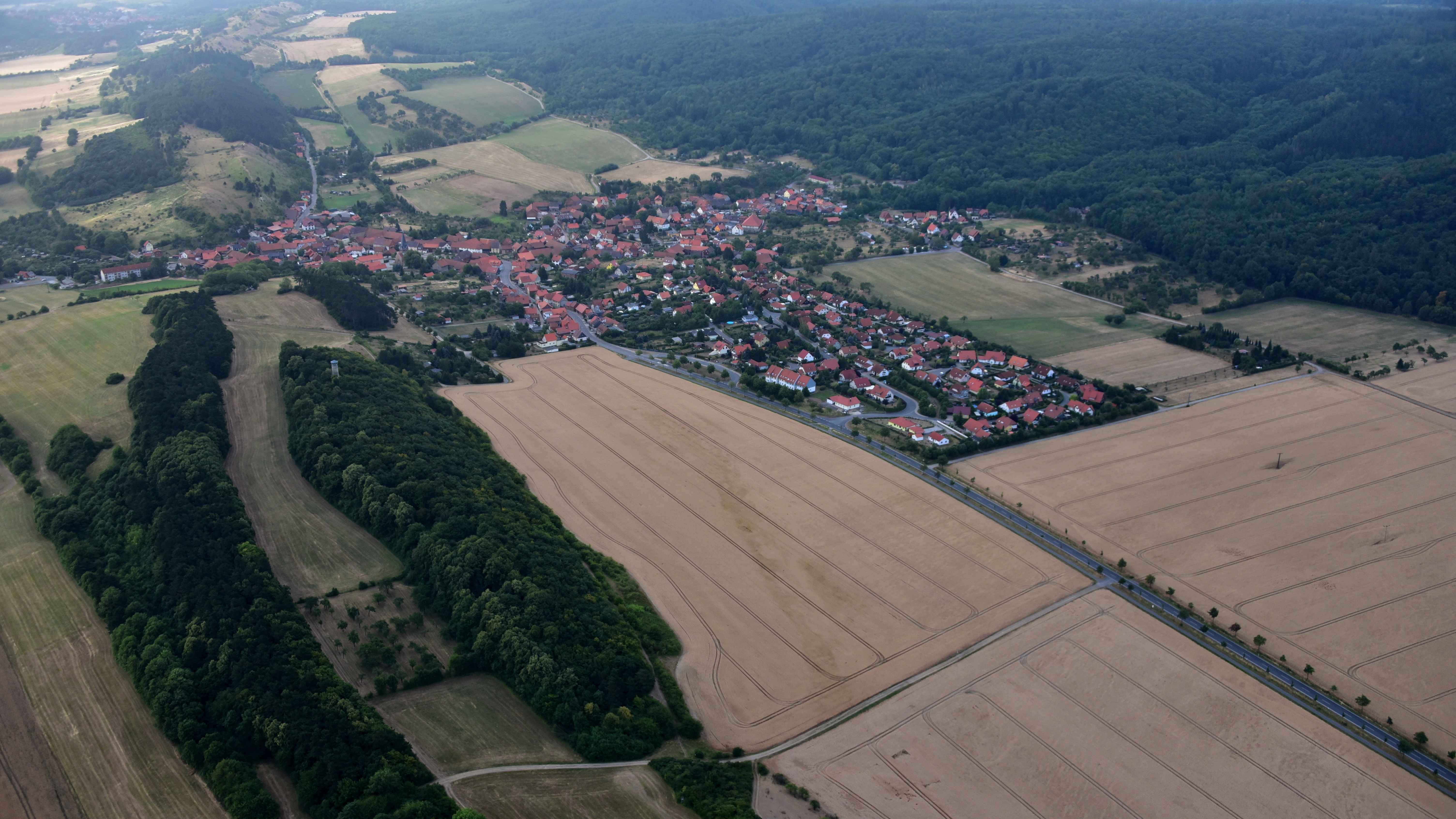
Benzingerode, Luftaufnahme (2018)

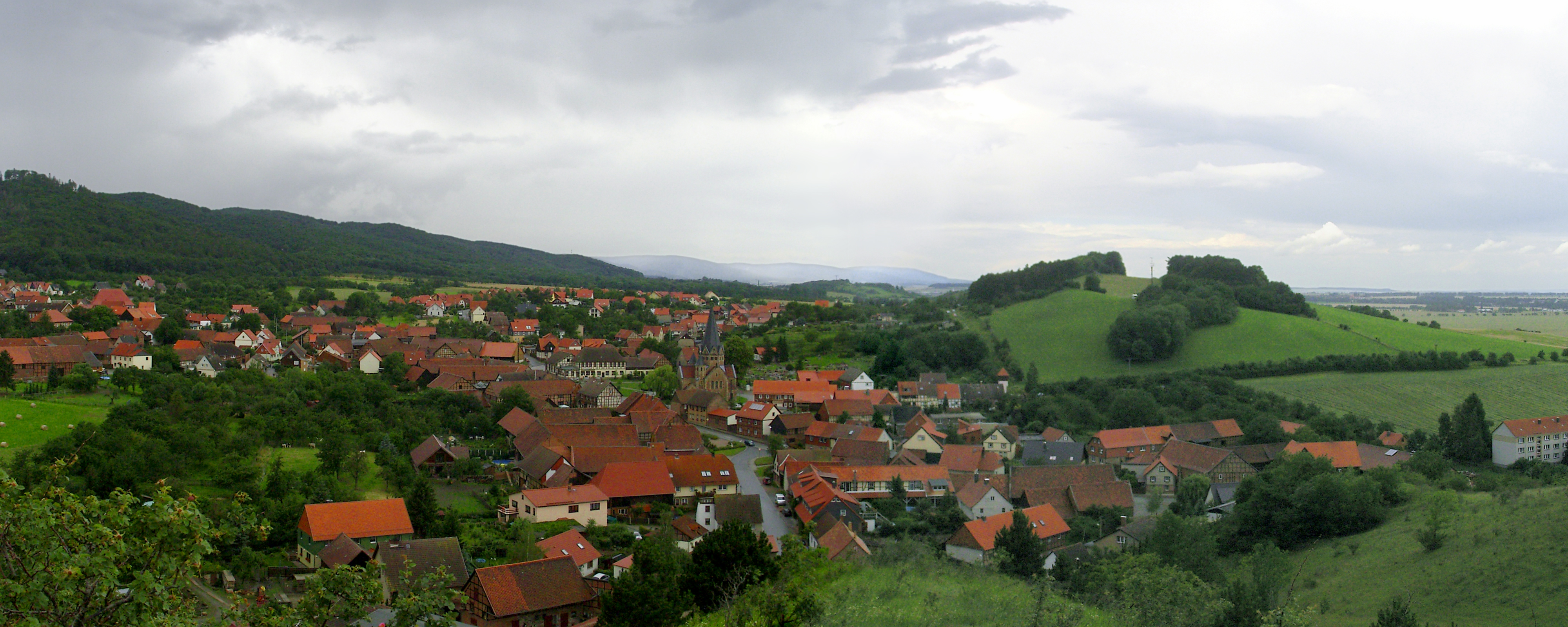
Benzingerode, gesehen vom Struvenberg

Benzingerode ist seit dem 1. April 1993 ein Ortsteil der Stadt Wernigerode im Landkreis Harz des Bundeslandes Sachsen-Anhalt.

## Geographische Lage
Benzingerode liegt am nördlichen Harzrand, im Übergangsbereich zum Harzvorland. Es befindet sich etwa 5,5 km (Luftlinie) östlich von Wernigerode, an der alten Bundesstraße 6, die mitten durch den Ort führt und von der am östlichen Ortsausgang eine Verbindungsstraße nach Silstedt abzweigt. Östlich von Benzingerode, das auf etwa 215 bis 280 m ü. NN liegt, erhebt sich der Struvenberg, südwestlich der Stapenberg und nordwestlich der Austberg.

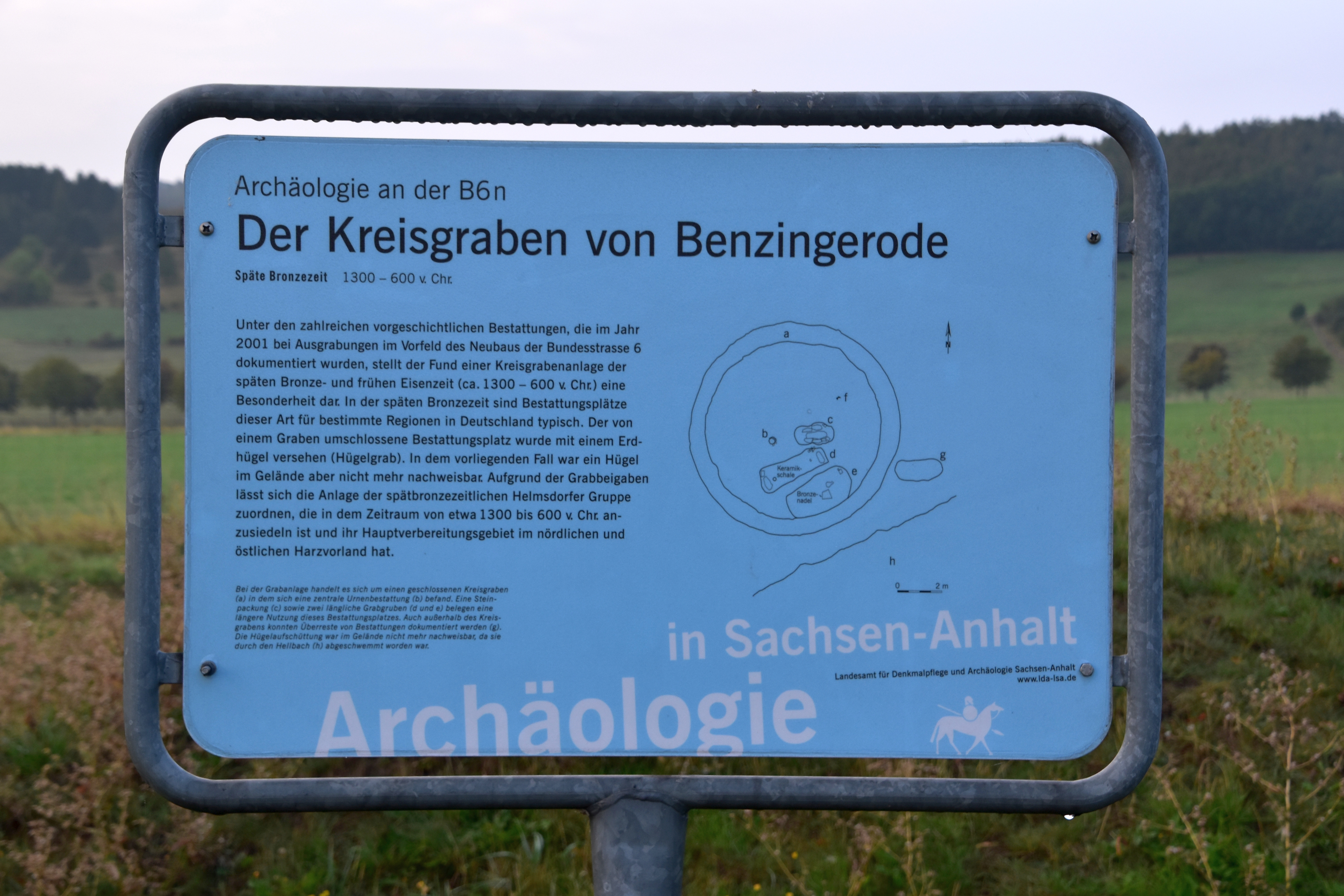
Kreisgraben von Benzingerode

## Geschichte

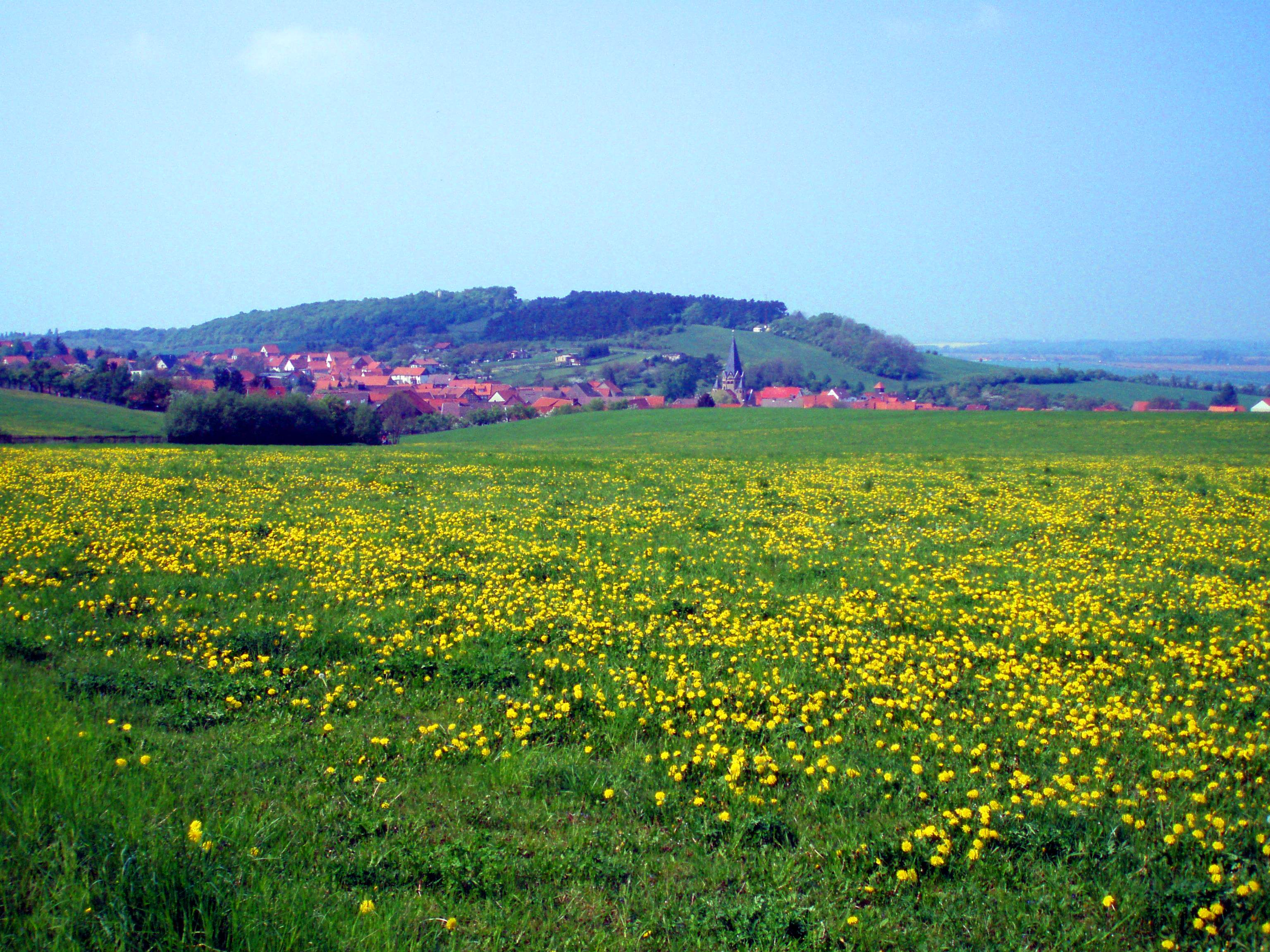
Blick vom Fernradweg auf den Ort

Während des Neolithikums war die Gegend besiedelt von Personengruppen, die der Bernburger Kultur, einer Untergruppe der Trichterbecherkultur zugeordnet werden. Als archäologisch auswertbare Zeugnisse dieser Gruppen haben sich so genannte Totenhütten erhalten. Eine solche wurde auf der Trasse der Ortsumgehung der neu gebauten Bundesstraße 6n (heutige A 36) gefunden (siehe: Totenhütte von Benzingerode). Ein weiterer Fund ist der Kreisgraben. 
Der Ort kann auf eine fast 800-jährige Geschichte zurückblicken. Der Ortsname Benzingerode (Variationen: Benshingerod, Bentsingerod) wird erstmals im Lehnsverzeichnis des Grafen Heinrich I. von Regenstein erwähnt, das Einträge aus der Zeit von 1212 bis 1227 verzeichnet. Da es sich um den ältesten Teil des Lehnsverzeichnisses handelt, in dem Benzingerode genannt wird, könnte sich der Zeitpunkt der Ersterwähnung auf die Jahre 1212/13 eingrenzen lassen.
Aus einer Urkunde vom 28. September 1323 geht hervor, dass Graf Heinrich von Regenstein dem Stiftskapitel St. Sylvestri zu Wernigerode drei Viertel Land und einen Hof zu Bencingerode übergab, wie seine Brüder Ulrich und Siegfried es auch getan haben.
Der Ort geht auf zwei ehemalige Gutshöfe zurück, den Oberhof und den Unterhof. Beide Bezeichnungen haben sich als Flur- bzw. Straßennamen bis heute erhalten. Der Unterhof soll das Gut der Herren von Benzingerode gewesen sein.

## Politik

### Ortschaftsrat
Als Ortschaft der Stadt Wernigerode übernimmt ein so genannter Ortschaftsrat die Wahrnehmung der speziellen Interessen des Ortes innerhalb bzw. gegenüber den Stadtgremien. Er wird aus vier Mitgliedern gebildet.

### Bürgermeister
Als weiteres ortsgebundenes Organ fungiert der Ortsbürgermeister, dieses Amt wird zur Zeit von Thomas Försterling wahrgenommen.

### Wappen
| | Blasonierung: „In Silber durch einen schwarzen Schräglinksbalken geteilt, oben eine aus dem rechten Schildrand wachsende nach links gerichtete vierendige rote Geweihstange, unten schwebend ein roter Turm mit drei Zinnen, schwarzgefugtem Mauerwerk und einem offenen Fenster. Der Balken ist mit drei vierblättrigen silbernen Rosen, deren Samenkapseln und Kelchblätter rot tingiert sind, belegt.“ |
| Wappenbegründung: Der silberne Schild und die rote Geweihstange symbolisieren die einstige Zugehörigkeit des Dorfes zur Grafschaft Regenstein-Blankenburg. Der Turm ist ortsspezifisch, er stellt den mittelalterlichen Wachturm auf dem Austberg westlich oberhalb des Ortes dar. Ebenso hat die Rose für das Dorf symbolhaften Charakter: So blühen auf den Kalkbergen rings um in der Region jährlich unzählige wilde Rosen. Auch eine alte Straßenbezeichnung „Rösentor“ (Rosentor) hebt die Bedeutung der Rose für den Ort hervor. Das Wappen wurde von der Heraldikerin Erika Fiedler aus Magdeburg gestaltet und am 11. September 1992 durch das Ministerium des Innern genehmigt. | |

## Sehenswürdigkeiten

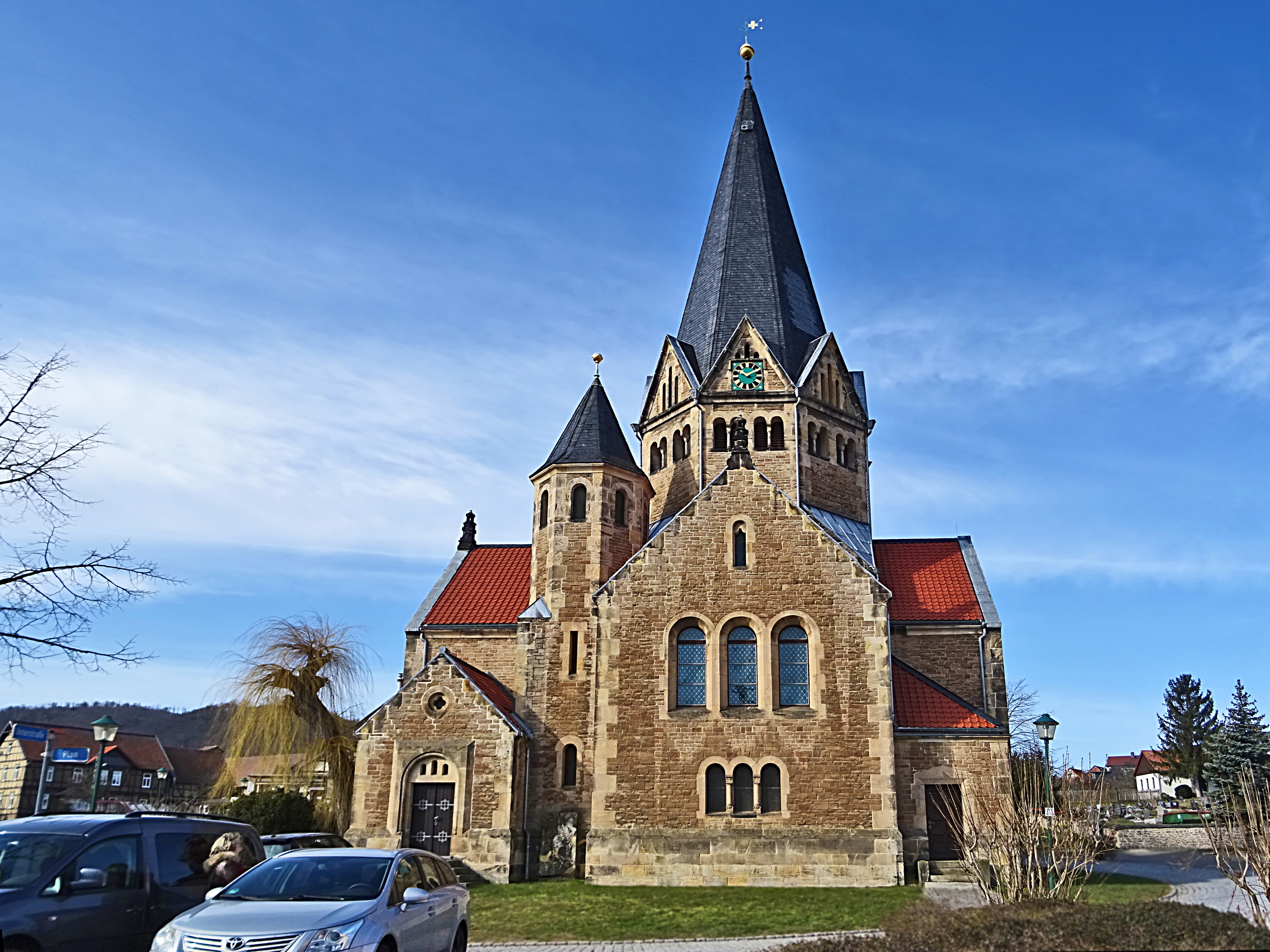
Erlöserkirche Benzingerode

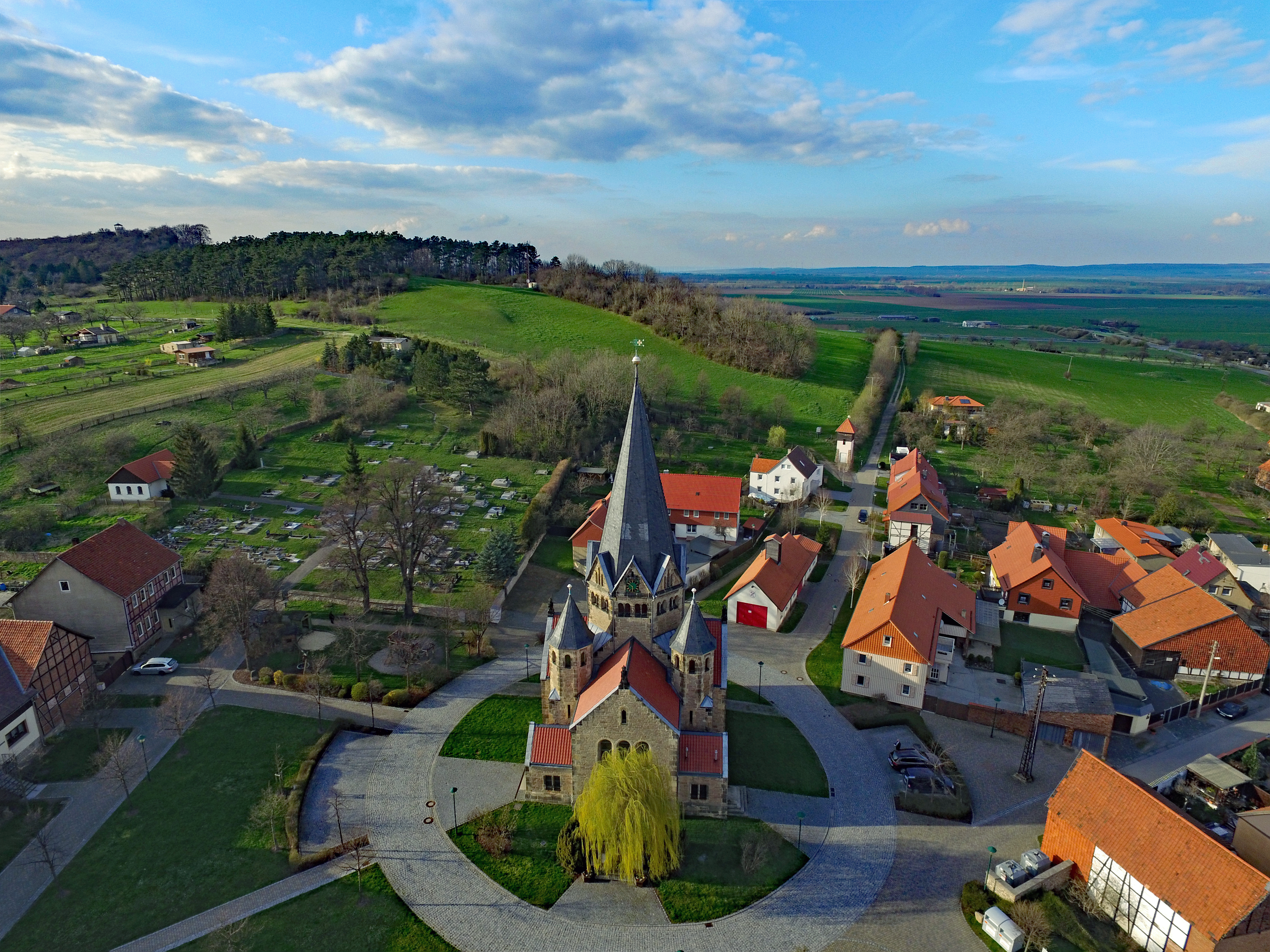
Die Erlöserkirche von Süden

Östlich von Benzingerode befinden sich auf dem Westteil Struvenbergs, der zum Naturschutzgebiet Ziegenberg bei Heimburg gehört, die wenigen Überreste der Struvenburg.
Nordwestlich des Dorfs liegt der Austberg (Augsberg / Augstberg), auf dem die einstige Warte Austbergturm (Austbergwarte) steht – nun als Aussichtsturm genutzt. Von dort fällt der Blick unter anderem auf Benzingerode, zum Harz und in das Harzvorland.
Die in der Ortsmitte gelegene neoromanische Erlöserkirche Benzingerode wurde 1903 erbaut. Dieser etwa 10 Jahre nach der Kaiser-Wilhelm-Gedächtniskirche in Berlin errichtete Zentralbau wirkt wie dem großen Vorbild im kleineren Format nachgebildet. Damit trägt es auch formale Anleihen der gotischen Marienkirche in Gelnhausen. 1920 entstand dort das Kriegerdenkmal Benzingerode.
Ferner befindet sich ein Schulmuseum im Ort.
Weiterhin stehen nordöstlich von Benzingerode drei Menhire (Menhir von Benzingerode, Menhir von Derenburg und Menhir von Heimburg). Diese befinden sich auf einem Feld, unweit der neu gebauten Bundesstraße 6 und sind über den 6 km langen Menhir-Rundweg zu erreichen. Der „große“ Menhir (3,50 m) steht noch am ursprünglichen  Standort, während die anderen beiden Menhire vor kurzem an mehr oder weniger originalen Stellen wieder errichtet wurden.

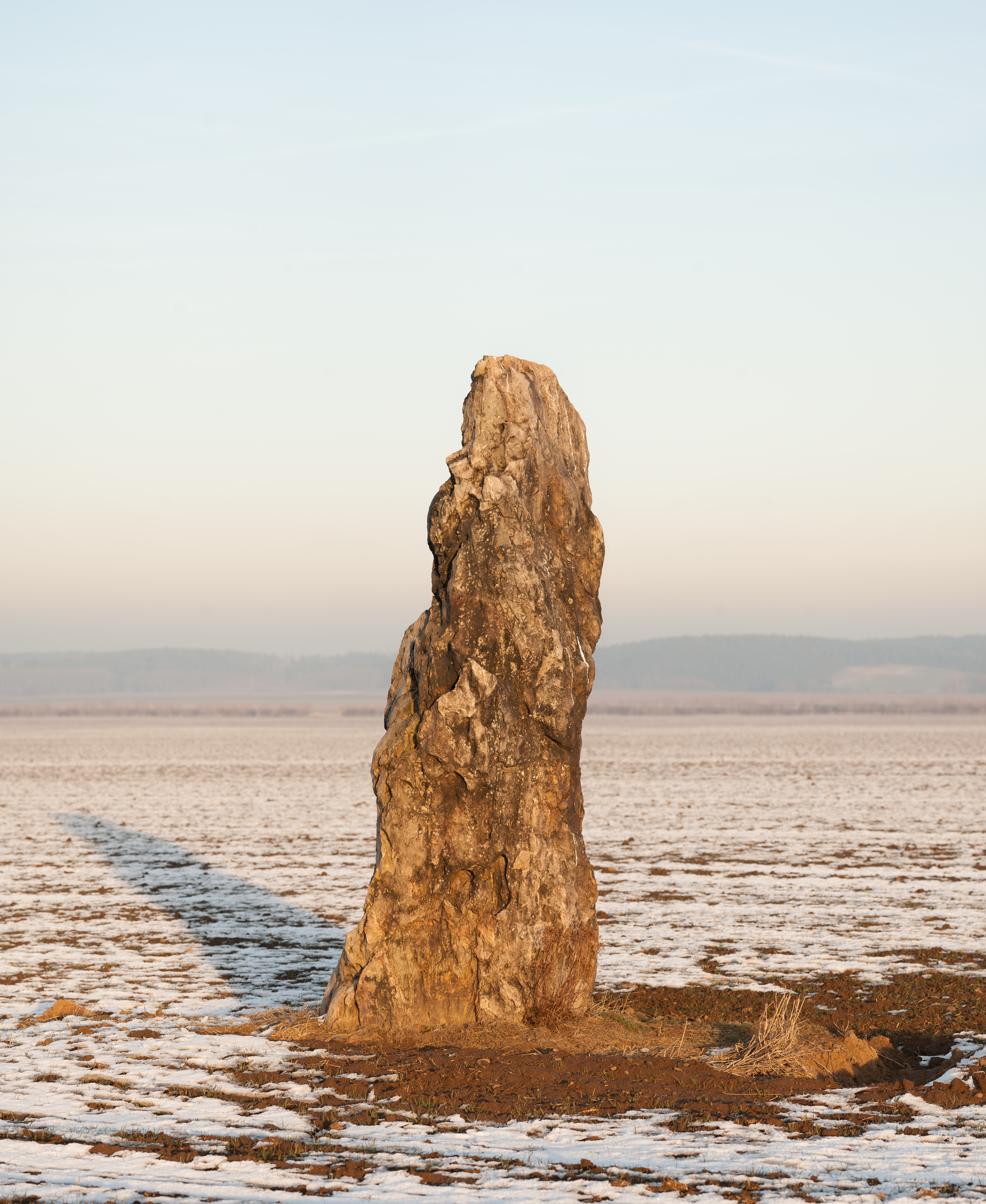
Menhir von Benzingerode
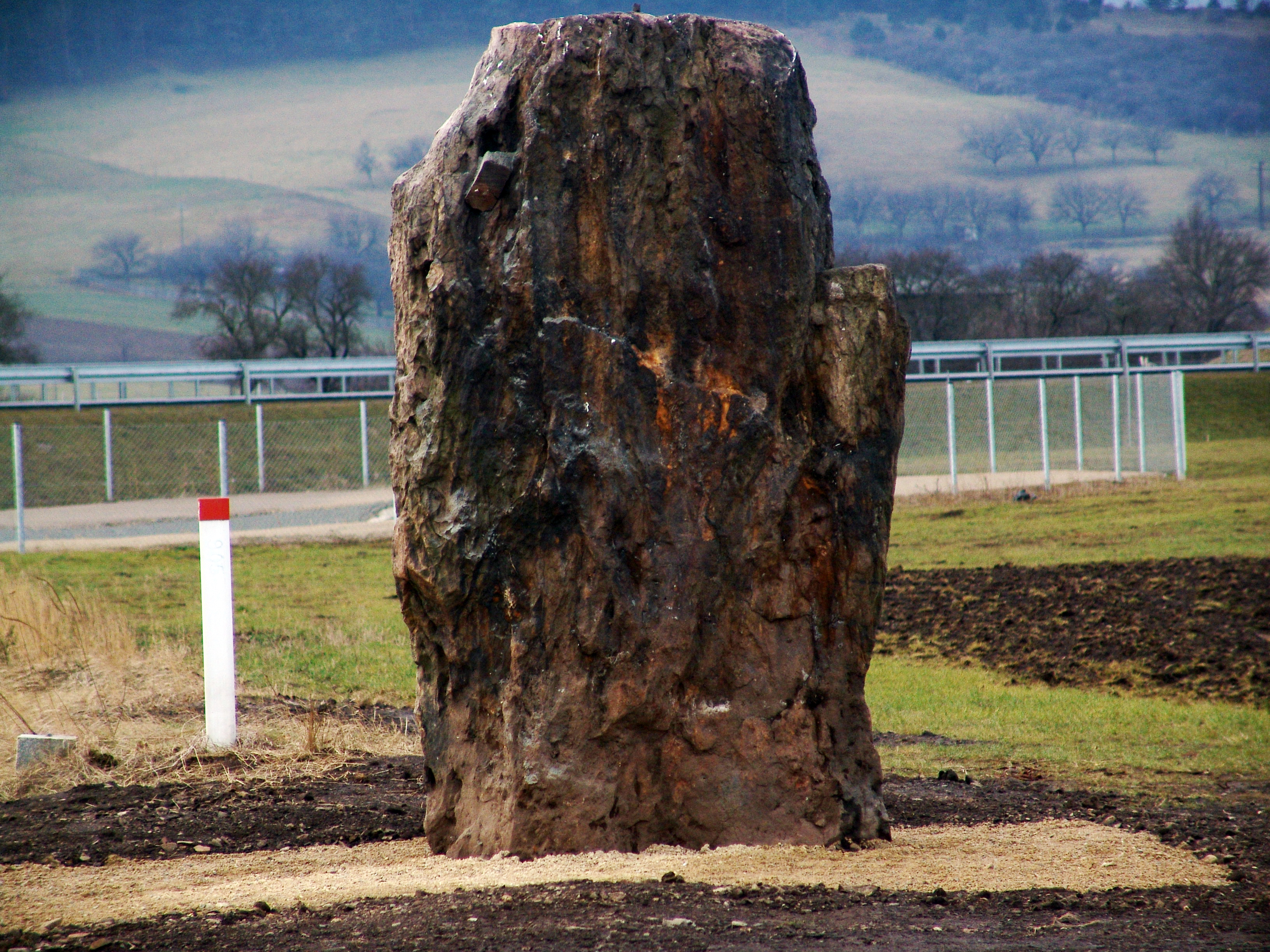
Menhir von Derenburg
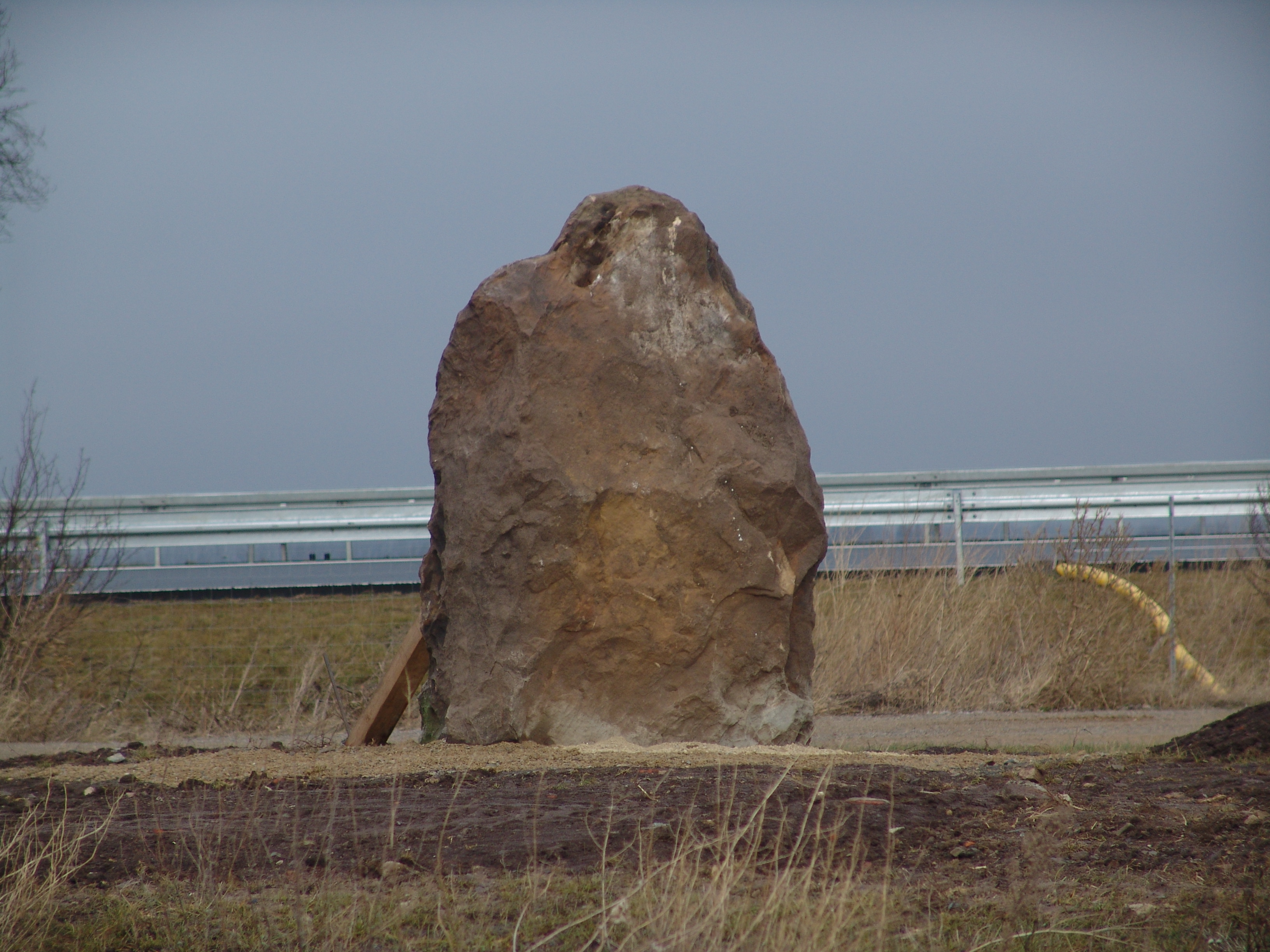
Menhir von Heimburg

## Söhne und Töchter des Ortes
- Philipp Wilhelm Oeding (1697–1781), Maler und Miniaturist
- Caroline Pockels (1828–1900), Porträtmalerin